# カリブ・愛のシンフォニー
『カリブ・愛のシンフォニー』（カリブ・あいのシンフォニー）は、1985年4月13日に公開された東宝配給の日本映画。松田聖子の主演映画としては『野菊の墓』『プルメリアの伝説 天国のキッス』『夏服のイヴ』に続く4作品目となる。映画公開の4日前に、共演した神田正輝との婚約発表会見が行われ話題となった。

## ストーリー
23歳のファッションデザイナー・沢木彩は、15年前に家出した父を探しにメキシコ・カリブへと旅立った。到着した空港で出会った特派員・松永治と建築家ミツアキ・フカヤの案内で父を探す旅に出たものの、父は既に他界していたことを知る。悲しみを乗り越えデザイン画を描き続ける彩は、スタイリストの親友・宮尾由香里の知り合いだった国際的ファッションデザイナー・最首俊輔に認められるようになる。歓びの中トゥルム遺跡に行ったミツアキと彩は、遺跡の中に残されている愛の伝説を知り、恋に落ちる。
ところが、ミツアキの仕事場の所長の娘であるイルマがミツアキと婚約することを知って、彩はショックを受けメキシコシティへ戻ろうとする。闘牛場に居た彩を見つけたミツアキの決心は…?

## スタッフ
- 脚本：小林竜雄、志村正浩、鈴木則文[2]
- 監督：鈴木則文[2]
- 音楽：小六禮次郎[2]
- 撮影：岸本正広[2]
- 照明：大澤暉男[1]
- 録音：近田進[1]
- 美術：樋口幸男[1]
- 編集：小川信夫[1]
- 助監督：西川常三郎[2]
- MA：東宝録音センター
- 現像：東京現像所
- ロケ協力：メキシコ観光株式会社、メキシコ政府観光局、アエロメヒコ航空、Secretario de Turismo、 メキシコ国家観光振興基金（FONATUR）、Hotel Camino Real
- 製作（プロデューサー）：小林桂子[2]
- 企画：田中友幸、相澤秀禎[2]

## キャスト
- 沢木彩：松田聖子[1]
- ミツアキ・フカヤ：神田正輝[1]
- 松永治：峰竜太[1]
- 土井均：仲谷昇[1]
- 宮尾由香里：浜田朱里[1]
- 篠原薫：中島ゆたか[1]
- 沢木芙美子：加藤治子（特別出演）[1]
- 最首俊輔：宍戸錠[1]

## 製作
製作中は松田聖子は郷ひろみとの結婚を控え、もしかしたらこれが最後の映画かと言われた。聖子の役柄はファッションデザイナーで、過去作に比べ、より自立する女性を演じる。聖子主演作の二作目以降は毎回海外ロケが行われたが、今回はメキシコでロケが行われている。

## 同時上映
「さびしんぼう」
- 主演：富田靖子
- 出演：尾美としのり、小林聡美
- 監督：大林宣彦

## 関連商品
- サウンドトラック『カリブ・愛のシンフォニー (サウンドトラック)』（CBS・ソニー / 28AH 1871）
- 写真集『カリブ・愛のシンフォニー』（旺文社、1985年、ISBN 4010098252）
- ノベライズ『カリブ・愛のシンフォニー』（水無瀬純 ノベライズ、小林竜雄ほか原作、実業之日本社、1985年、ISBN 4-408-39315-0）
- 小説『カリブ・愛のシンフォニー』（藤公之介著・集英社〈コバルトシリーズ〉、1985年、ISBN 4-08-610734-1）
- VHS『カリブ・愛のシンフォニー』（東宝 / TR3002-3）
- レーザーディスク『カリブ・愛のシンフォニー』（CBS・ソニー / 00LF 11）